# Nicholas Eden, 2:e earl av Avon
Nicholas Eden, 2:e earl av Avon, född 3 oktober 1930, död 17 augusti 1985, var en brittisk arméofficer och senare konservativ politiker. Han var yngre son till premiärminister Sir Anthony Eden och hans första hustru Beatrice (född Beckett).

## Karriär
Eden utbildades vid Ludgrove School och Eton College. Han blev inkallad till värnplikten och utnämndes till fänrik i King's Royal Rifle Corps, hans fars tidigare regemente, den 20 maj 1950. Han övergick till en frivillig reservkommission från och med den 6 augusti 1953, med samma grad (tjänstetid från den 20 maj 1950) och befordrades till tillförordnad löjtnant från samma datum (tjänstetid från den 17 januari 1952). Han tjänstgjorde som adjutant hos Kanadas generalguvernör från 1952 till 1953. Han befordrades till tillförordnad kapten den 1 mars 1956, till den faktiska graden den 3 oktober 1957 (tjänstetid från den 1 mars 1956), till tillförordnad major den 1 november 1959 och till major den 3 oktober 1964 (tjänsteår från den 1 november 1959). Han tilldelades Territorial Decoration (TD) 1965[2] och utnämndes till riddare av Brittiska imperieorden (OBE) vid nyåret 1970 för sin militärtjänst. Han tjänstgjorde från 1953 till 1953 i Queen Victoria's Rifles och från 1961 till 1970 i dess efterträdare, Queen's Royal Rifles. Han utnämndes till Territorial and Army Volunteer Reserve  (TAVR) hos drottningen 1978.
Han utnämndes till Deputy Lieutenant of the Greater London County 1973 och vice ordförande för Greater London TAVR Association.
Hans far adlades som earl av Avon och viscount Eden 1961, vilket gav Nicholas Eden titeln Viscount Eden som hans arvinge. Vid faderns död den 14 januari 1977 ärvde han faderns adelstitel och blev medlem av överhuset på livstid. Hans äldre bror pilotofficeren Simon Gascoigne Eden, dödades i strid i juni 1945 när han tjänstgjorde som navigatör vid RAF i Myanmar.

### Statlig tjänst
Efter att ha befordrats till överstelöjtnant i Royal Green Jackets tjänstgjorde Lord Avon under Margaret Thatcher som brittisk parlamentarisk delegat till Natodelegationen från 1979, en adjutant från 1980 till 1983, som understatssekreterare i energidepartementet från 1983 till 1984 och som understatssekreterare för miljödepartementet från 1984 till dess att han avgick på grund av dålig hälsa i mars 1985, kort före sin död.

## Privatliv
Lord Avon, som var allmänt känd för att ha varit homosexuell, var ogift och dog av komplikationer relaterade till AIDS vid 54 års ålder. Dödsorsaken på dödsattesten angavs som meningoencefalit eller "inflammation i hjärnan". Vid hans död dog hans titlar ut. Vid tiden för hans död identifierade The News of the World en man "som var listad som att ha auktoriserat kremeringen av Avons kropp, som en antikvitetshandlare som bodde med Avon i Holland Park".
Karaktären Peter Morton i filmen Peter's Friends¨¨ från 1992 sägs delvis ha inspirerats av Lord Avon.